# Alla helgons blodiga natt
Alla helgons blodiga natt (engelska: Halloween, finlandssvenska: Halloween - maskernas natt) är en amerikansk skräckfilm/slasher från 1978 i regi av John Carpenter, med Jamie Lee Curtis i huvudrollen. Den utspelar sig i den fiktiva förorten "Haddonfield" i Illinois i USA en Halloweenafton. Filmen hade biopremiär i USA den 25 oktober 1978.

## Om filmen
Alla helgons blodiga natt var inte den första slasherfilmen, det var istället Mario Bavas Ecologia del delitto (A Bay of Blood) (1971), men det var den som gjorde genren känd för den breda publiken. Den var en inspirationskälla till Fredagen den 13:e (1980) och drog tillsammans med den filmen igång 1980-talets stora skräckfilmsvåg.
Musiken i filmen spelades in av John Carpenter själv och några av hans vänner, bland annat skådespelaren som gestaltar Michael Myers. En licensierad låt finns dock med som numera har kultstatus, (Don't Fear) The Reaper av Blue Öyster Cult.
Det finns för närvarande tolv uppföljare (fast handlingen i Alla helgons blodiga natt 3 har inte någon koppling till de övriga filmerna). En remake av första filmen gjordes 2007 under regi av Rob Zombie, den visades aldrig på bio i Sverige, utan släpptes direkt på DVD.
Vid den här tiden var det ganska populärt med splatter-skräckfilmer. Halloween räknas dock som den minst blodiga slasher-filmen någonsin och sanningen är att den inte innehåller något blod alls.
Donald Pleasences roll (Sam Loomis) har samma namn som John Gavins roll i Alfred Hitchcocks klassiska Psycho från 1960.
Masken som Michael Myers har är en vit William Shatner-mask. Anledningen till detta var att John Carpenter skulle hitta den billigaste masken i en mask-affär.
Filmen hade premiär den 6 augusti 1979 på Cinema, Kista Bio och Sandrews i Stockholm med det inledande knivmordet bortklippt.

## Rollista (i urval)
- Donald Pleasence som Dr. Samuel "Sam" Loomis
- Jamie Lee Curtis som Laurie Strode
- Nick Castle som The Shape (Michael Myers maskerad)
  - Tony Moran som Michael Myers – 23 år (Michael Myers avmaskerad i slutet av filmen).
  - Will Sandin som Michael Myers – 6 år.
- P. J. Soles som Lynda Van Der Klok
- Nancy Kyes (angiven som "Nancy Loomis") som Annie Brackett
- Charles Cyphers som Sheriff Leigh Brackett
- Kyle Richards som Lindsey Wallace
- Brian Andrews som Tommy Doyle
- John Michael Graham som Bob Simms
- Nancy Stephens som Marion Chambers
- Arthur Malet som Angus Taylor
- Mickey Yablans som Richie Castle
- Brent Le Page som Lonnie Elam
- Adam Hollander som Keith
- Sandy Johnson som Judith Margaret Myers (syster till Laurie och Michael, även hans första offer)
- David Kyle som Danny Hodges
- Peter Griffith som Morgan Strode (adoptivfader till Laurie)
- Robert Phalen som Dr. Terence Wynn

## Uppföljare
Det finns 12 uppföljare till filmen.
- Alla helgons blodiga natt 2 (1981)
- Alla helgons blodiga natt 3 (1982)
- Halloween 4: Återkomsten (1988)
- Halloween 5: Förbannelsen (1989)
- Alla helgons blodiga natt 6 (1995)
- Alla helgons blodiga natt – 20 år senare (1998)
- Halloween: Resurrection (2002)
- Halloween (2007)
- Halloween II (2009)
- Halloween (2018)
- Halloween Kills (2021)
- Halloween Ends  (2022)